# Thomas Furlong
Thomas Furlong (Mayglass, 4 febbraio 1803 – Wexford, 12 novembre 1875) è stato un vescovo cattolico irlandese.

## Biografia
Entrò nel seminario di Wexford nel 1814 e dal 1819 proseguì gli studi al St Patrick's College di Maynooth. Fu ordinato prete mel 1826.
Rimase nel College di Maynooth per trent'anni come professore di teologia dogmatica.
Fu eletto vescovo di Ferns nel 1857: nel 1866 fondò una compagnia di missionari del Santissimo Sacramento, per la predicazione dei ritiri e delle missioni al popolo, e nel 1871 le Suore di San Giovanni di Dio, per la cura dei malati; fondò anche un monastero di religiose contemplative dedite all'adorazione perpetua del Santissimo Sacramento, approvato dalla Santa Sede nel 1875.

## Genealogia episcopale
La genealogia episcopale è:
- Cardinale Scipione Rebiba
- Cardinale Giulio Antonio Santori
- Cardinale Girolamo Bernerio, O.P.
- Arcivescovo Galeazzo Sanvitale
- Cardinale Ludovico Ludovisi
- Cardinale Luigi Caetani
- Cardinale Ulderico Carpegna
- Cardinale Paluzzo Paluzzi Altieri degli Albertoni
- Papa Benedetto XIII
- Papa Benedetto XIV
- Papa Clemente XIII
- Cardinale Giovanni Carlo Boschi
- Cardinale Bartolomeo Pacca
- Papa Gregorio XVI
- Cardinale Castruccio Castracane degli Antelminelli
- Cardinale Paul Cullen
- Vescovo Thomas Furlong